# Serhij Hryn
Serhij Mykhajlovytj Hryn (på ukrainsk: Гринь Сергій Михайлович) (født 27. december 1981 i Kyiv, Sovjetunionen) er en ukrainsk roer.
Hryn var en del af den ukrainske dobbeltfirer, der vandt bronze ved OL 2004 i Athen. Bådens øvrige besætning var Serhij Bilousjtjenko, Oleh Lykov og Leonid Sjaposjnikov. Ukrainerne fik bronze efter en finale, hvor Rusland vandt guld mens Tjekkiet tog sølvmedaljerne. Han deltog i samme disciplin ved både OL 2008 i Beijing og OL 2012 i London.
Hryn har, som del af den ukrainske dobbeltfirer, desuden vundet adskillige VM- og EM-medaljer, blandt andet en guldmedalje ved EM 2009 og en sølvmedalje ved VM 2006.

## OL-medaljer
- 2004:  Bronze i dobbeltfirer